# Chitară

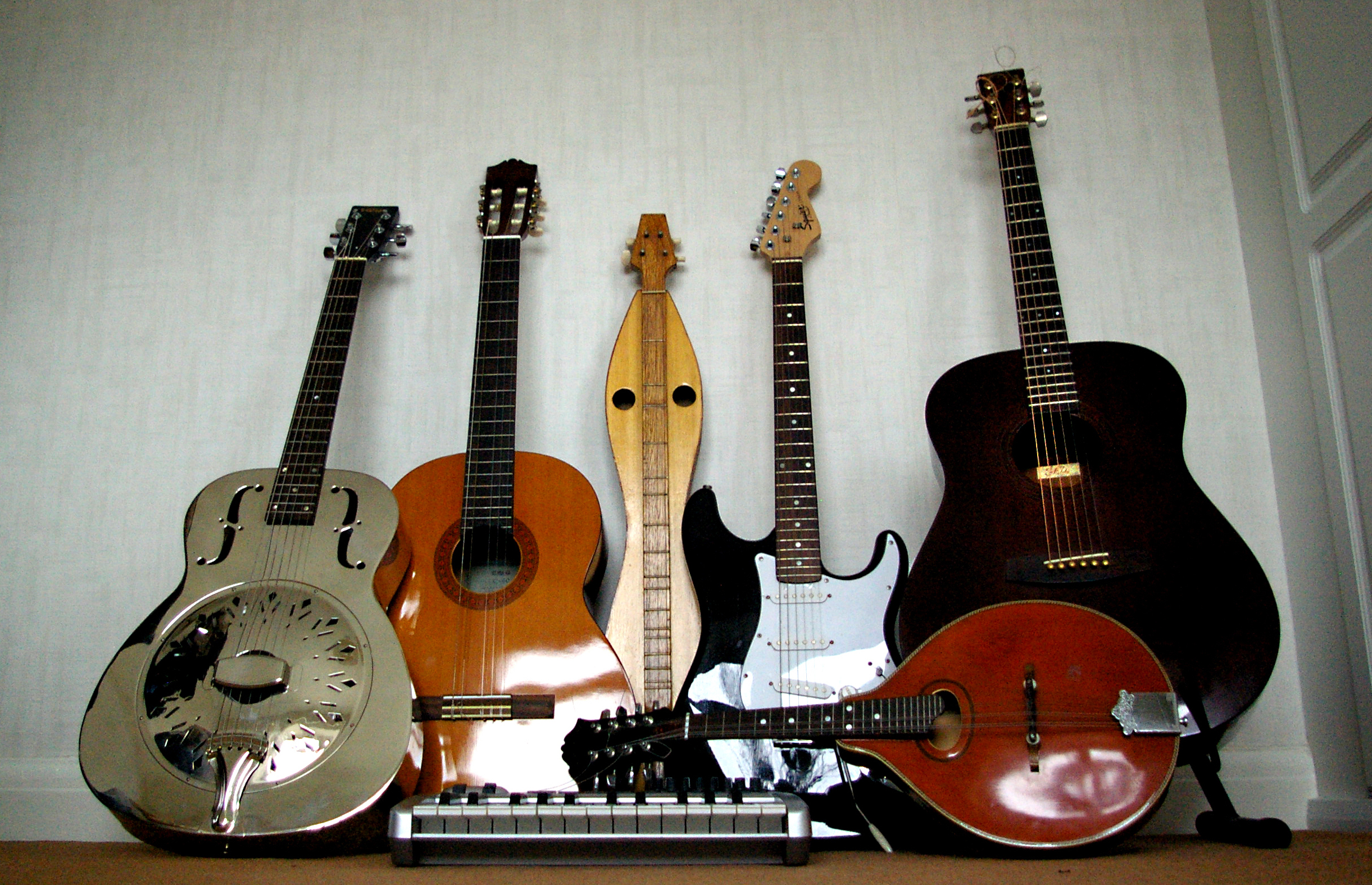
Diferite tipuri de chitare (din stânga: resofonica, clasica, electrica și populara). Există de asemenea: în centru un dulcimer și, amplasat pe orizontală, o claviatură MIDI si o mandolină.

Chitara ori ghitara (pl. chitare, ghitare) este un instrument muzical cu coarde ciupite. Ea are un gât lung, delimitat cu ajutorul tastelor (en. frets), și o cutie de rezonanță ale cărei ambe fețe sunt plane. În lateral, se formează „umerii” caracteristici, rotunzi, care dau corpului forma cifrei 8. Acordajul standard în cvarte perfecte (cu o singură excepție) aduce cu cel al instrumentelor din familia violei (viola da gamba, violone ș.a.).
Chitara joacă un rol important în numeroase genuri muzicale aparținând folclorului, dar îndeosebi muzicii de consum. Între aceste genuri, se numără muzica blues, country, folk, flamenco, jazz, rock, metal și pop. Practica contemporană include chitara cu șase corzi (acustică, mult mai rar electrică) în muzica cultă astfel: repertoriul specific este cântat la chitară „clasică” (ale cărei corzi sunt fabricate din nailon), muzica veche (renascentistă sau barocă), în lipsa unui instrument mai potrivit, se execută la chitară cu corzi de oțel, iar muzica contemporană se va executa la ambele, în funcție de indicațiile din partitură. La chitară se poate cânta folosindu-se exclusiv proprietatea acustică a corpului chitarei (în care se propagă undele sonore create de vibrația corzilor la ciupire) sau folosindu-se un amplificator (potrivit atât la chitare electrice, cât și la cele acustice) ce crește în intensitate și modelează, în funcție de preferințele chitaristului, semnalul captat de dozele electromagnetice montate în apropierea corzilor.

## Construcție
Denumirile sunt preluate din Carulli (1985) și Petric (2004).
Chitarele pot fi folosite atât de instrumentiști dreptaci, cât și de stângaci. În general, chitaristul folosește mâna cu care scrie pentru ciupirea corzilor; degetele celeilalte mâini vor apăsa corzile pe taste, pe rând sau simultan (pentru acorduri), activitate ce implică un alt fel de coordonare din partea creierului. Raționamentul este valabil pentru toate instrumentele cordofone cu tastieră (de exemplu, cele din familia viorii, familia violei, lăuta etc.), singura diferență în cazul instrumentelor cu arcuș fiind un set diferit de gesturi pentru mâna care pune corzile în mișcare.
O chitară este împărțită în trei părți: cap, gât și corp.

### Capul
Capul este situat la extremitatea gâtului care îl unește cu corpul chitarei, fiind dotat cu dispozitiv de chei de acordare de sisem  melc - roată dințată, care prin rotirea axului melcului întind sau slăbesc coardele, respectiv măresc sau micșorează tensiunea aplicată corzilor elastice prin aceasta schimbând tonalitatea lor, în scopul acordării instrumentului. La chitara clasică, ele sunt dispuse câte trei pe două rânduri de o parte și de alta a capului; această configurație se regăsește și la unele chitare electrice. Cheile pot fi dispuse și în linie (modelul Fender Stratocaster). Există și alte moduri de aranjare a mecanismului de acordare; un exemplu ar fi chitarele electrice Steinberger care, neavând cap, au dispozitivele respective montate pe corp sau pe punte.

### Gâtul
Gâtul numit și grif are în partea superioară o tastieră, care este construit din lemn tare în care sunt încastrate barele de metal (tastele) și în lungul căruia sunt întinse corzile chitarei. Aceasta este plată la chitara clasică și ușor curbată, pe lățime, la chitarele acustice și electrice. 
Curbura tastierei se măsoară prin raza tastierei, care este raza unui cerc ipotetic din care suprafața tastierei constituie un segment. Apasând o coardă asupra unei bare de metal de pe tastieră se scurtează lungimea de vibrație din coardă și astfel se produce o frecvență mai înaltă de sunet. Tastierele sunt realizate cel mai frecvent din lemn de palisandru, abanos, arțar și uneori din materiale compozite, cum ar fi HPL sau rășină.

### Corpul
După forma corpului, chitara aparține lăutelor cu gât. La instrumentele acustice (spre deosebire de electrice), corpul constă de obicei dintr-o cutie de rezonanță ușoară din lemn, taliată, constând din spate, pereți laterali numiți eclise de aceeași înălțime și placa superioară numită față de rezonanță, cu o inserție adesea introdusă în marginea dintre eclisă și placa superioară, având un orificiu de regulă rotund numit orificiu de rezonanță sau rozetă. Fața de rezonanță și spatele sunt confecționate din lemn de rezonanță (molid de rezonanță).
Poate avea o diversitate de forme și aceasta datorită faptului că nu trebuie să mai îndeplinească rolul de amplificator al vibrației, amplificarea făcându-se cu ajutorul componentelor electrice. În acest caz se pune mare accent pe doze, componentele care captează vibrațiile coardelor. Corpul chitarei este confecționat din lemn. Este prevăzut ca și chitara "rece" cu cordar si înălțător (reglabil). Pe corp mai sunt montate dozele electromagnetice. Instalația electrică se află în interiorul corpului, iar butoanele de reglaj sunt în afară. Tot pe corp mai există si o mufă cu ajutorul căreia se face legătura între instalația chitarei și amplificator (mufa mamă jack mono, mare).

## Istoric
Apariția chitarei constituie o invenție târzie, ce aparține de Renaștere (sec. XVI). În schimb, inventarea tehnologiilor fără de care nu s-ar fi putut realiza aceasta și construirea instrumentelor al căror descendent direct este , datează din timpuri mult mai vechi. Istoricul chitarei va face referire și la instrumentele cordofone care au purtat pe rând același nume, fără a avea prea mult în comun în ce privește construcția. Având la bază etimologia comună, aceste instrumente și chitara au fost puse „forțat” laolaltă; totuși, studiile efectuate de Michael Kasha în anii 1960 au adus argumente definitive în această direcție, arătându-se că etimologia nu atesta alte indicii de rudenie între instrumente, ci arăta cel mult cum a ajus să desemneze aceeași denumire varietăți foarte diverse de-a lungul timpului și spațiilor geografice traversate.

### Preistorie, epoca antică
Primele instrumente cordofone foloseau ceea ce aduce astăzi cu o tastieră (grif) nu pentru a da interpretului posibilitatea scurtării porțiunii de vibrat din coardă prin apăsarea ei, ci pentru a putea agăța la capătul „tastierei” corzi de lungimi mai mari, cu sunet mai pronunțat. Corzile erau fabricate din intestine de animale sau mătase, iar instrumentele construite făceau parte din familia harpei. Acestea se definesc ca instrumente cordofone cu mai multe corzi așezate paralel sau ușor convergent (fără a se întâlni, însă), de lungimi variabile (în schimb, cum se va vedea, familia lirei include instrumente la care nu lungimea corzilor diferă, toate fiind la fel de lungi, ci grosimea lor). Se consideră că harpa a apărut când s-a remarcat muzicalitatea coardei din arcul de vânătoare; cea mai veche harpă cunoscută în lume este cea a reginei sumeriene Șub-Ad, cu 11 corzi (Ur, Irakul de astăzi, 2500 î.Hr.).
Folosirea „prelungirii” corpului de care s-a vorbit ca tastieră propriu-zisă s-a produs mai întâi la instrumentul numit tambur [sic!. Pasul esențial a fost lărgirea unghiului format de cutia de rezonanță (corpul instrumentului) aproape de 180°, pentru a facilita apăsarea corzilor pe tastieră. Instrumentul se alătura flautelor, harpelor și percuțiilor în ansambluri muzicale. Aceste practici aparțin de Egiptul Antic în prima jumătate a mileniului II î.Hr. (2000-1500 î.Hr.), dar și de Persia și Mesopotamia. Cel mai vechi tanbur păstrat a aparținut cântărețului Har-Mose, care a trăit sub domnia reginei Hatșepsut (în jur de 1500 î.Hr.). Instrumentul poate fi văzut la Muzeul Arheologic din Cairo.
Chitara este, însă, doar un membru al familiei tanburului. În fapt, cea mai veche reprezentare a unui instrument care să aibă fizionomia unei chitare (nu doar trăsăturile unui tanbur) a fost găsită în Turcia, la Alaca (1300 î.Hr., cultura hittită).

### Etimologie
Particula finală „-tar” (adaptată limbii române, „-tară”) din denumirea instrumentului însemna „coardă” în limba sanscrită. Astfel, instrumentele populare dotar (Turkestan, regiune asiatică), setar (Iran), ceartar (Iran), panștar (Afghanistan) denumesc instrumente similare cu două, trei, patru, respectiv cinci corzi. E probabil ca numele instrumentului indian sitar să provină din setar; construcția foarte diferită sugerează preluarea instrumentului din vechi timpuri, astfel încât metamorfozele care l-au adus în stadiul cunoscut nu sunt altceva decât amprenta culturii indiene. În schimb, „chitară” este derivat din ceartar – ipoteza este confirmată de faptul că primele chitare aduse în Europa aveau patru corzi, la fel ca instrumentul persan.

### În Evul Mediu și Renaștere
Începând cu secolul al XIII-lea încep să apară referiri la instrumente numite chitare, în diverse forme. În colecția de cântece Cantigas de Santa Maria din secolul al XIII-lea sunt ilustrate două instrumente numite guitarra morisca și guitarra latina. Laurence Wright speculează că guitarra latina a devenit mai târziu citola, iar guitarra morisca, cu corpul ei rotund, a devenit un instrument asemănător lăutei (posibil mandore), iar ulterior a împrumutat forma specifică vihuelei, constituind astfel prototipul chitarei.
În secolul al XVI-lea, chitara cu patru coruri (perechi de corzi) s-a răspândit în mare parte din Europa Occidentală, devenind un instrument popular în Spania, Italia, Franța și Anglia. Cele mai vechi tabulaturi pentru chitară au fost tipărite în această perioadă. 
Acordajul chitarei renascentiste era aproape identic cu cel folosit la ukulele, cele patru coruri având aceleași intervale relative precum primele patru corzi ale chitarei moderne, dar într-un registru mai înalt. 

### În secolele XVII-XVIII

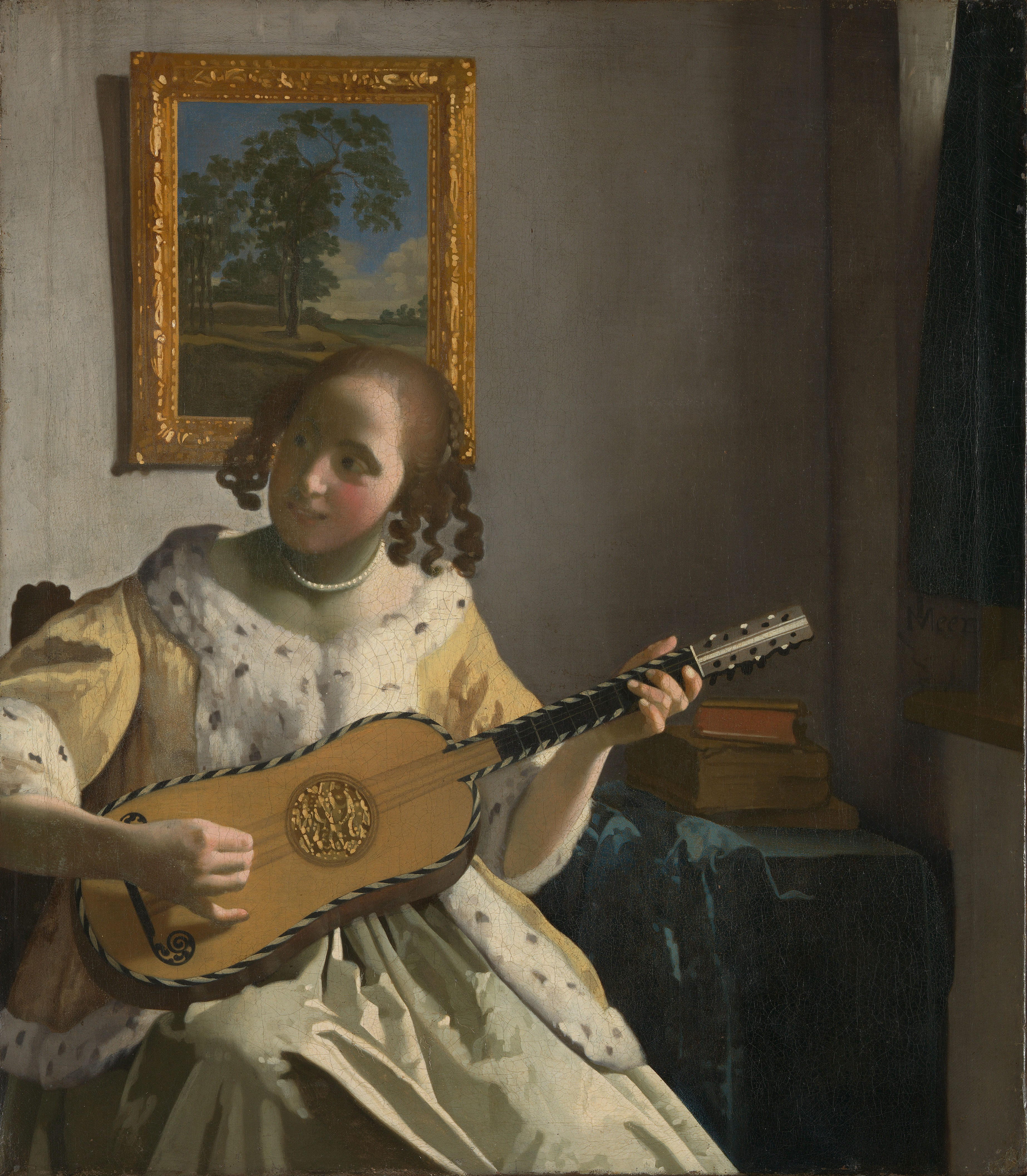
Cântăreața la chitară (1672), pictură de Jan Vermeer.

Chitara cu cinci perechi de corzi a apărut în Italia, acordajul folosit fiind la, re, sol, si, mi, de la coarda groasă spre cea subțire, asemeni acordajului standard folosit în ziua de astăzi pentru primele cinci corzi (a șasea coardă este acordată la aproximativ 82 Hz, nota mi, cu două octave mai jos decât prima coardă).
În acea perioadă, gâtul chitarelor avea rareori mai mult de opt taste (restul erau montate, ca și la chitara modernă, deasupra corpului), dar ulterior s-au construit chitare cu zece, douăsprezece și uneori mai multe taste libere. Italienii au condus mai departe dezvoltarea acestui instrument, în secolul al XVII-lea adăugând încă o pereche de corzi la cele cinci existente. Mai apoi, s-a renunțat la formatul corzilor pereche, rămânând doar cele șase corzi. Astfel, la începutul secolului al XIX-lea chitara era adusă aproximativ la forma ei actuală. Diferențele erau corpul încă mic și foarte îngustat în partea de mijloc.

### Chitarele acustice moderne
Chitara clasică modernă a apărut în jurul anului 1850, când spaniolul Antonio Torres a modificat forma și proporțiile instrumentului, oferindu-i o acustică îmbunătățită, un ton deosebit de plăcut și, totodată, o structură rezistentă. Chitara clasică a lui Torres a devenit standard și de atunci până în ziua de azi a rămas neschimbată.
În paralel cu Torres, imigranții germani ajunși în Statele Unite ale Americii, pentru a obține un sunet mai puternic, respectiv un ton mai percusiv decât al chitarei clasice, au început să folosească corzi de oțel, care exercitau o presiune mai mare asupra gâtului și corpului chitarei. A fost găsită soluția la această problemă, structura interioară suferind unele modificări (era adoptată structura de susținere in forma literei X). Astfel apărea chitara western, ce a primit, prin retronimie, denumirea de „chitară acustică”.
La sfârșitul secolului XIX, Orville Gibson experimenta noi forme de chitară, cu elemente preluate din înfățișarea violoncelului.

### Apariția chitarei electrice

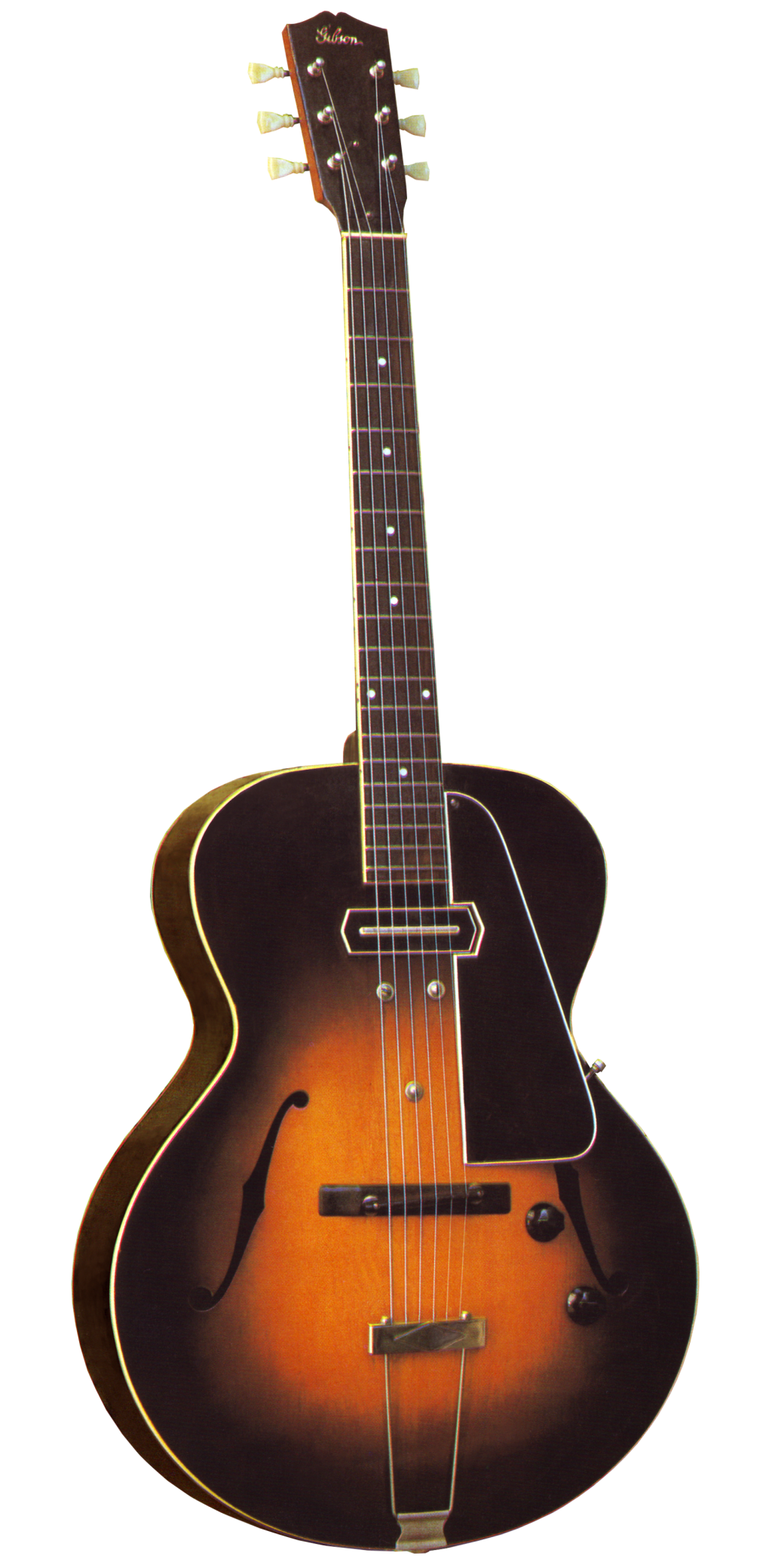
Chitară electrică Gibson ES-150.

În anii 1920, Lloyd Loar s-a alăturat lui Orville Gibson, cei doi construind prima chitară jazz, cu efuri decupate pe tabla de rezonanță (în locul obișnuitei rozete). Chitara electrică a luat naștere la inventarea primelor doze electromagnetice la sfârșitul anilor 1920, însă s-a bucurat de succes doar după 1936, când Gibson a introdus modelul ES 150, făcut celebru de chitaristul de jazz Charlie Christian. Odată cu creșterea posibilităților de amplificare a sunetului, chitara electrică a captat atenția multor muzicieni și, bineînțeles, a creatorilor de chitare, fapt care a declanșat o adevărată cursă pentru perfecționarea lor.

## Principii de funcționare
Când o coardă este făcută să vibreze, ia naștere imediat și o undă staționară. Înălțimea notei produse depinde de lungimea corzii și de tensiunea acesteia. Când cântă la chitară, muzicianul apasă corzile pe tastieră pentru a le scurta lungimea efectivă. Apăsând o coardă la jumătatea lungimii ei, se obține o frecvență de vibrație de două ori mai mare decât cea a întregii corzi, adică o octavă mai înaltă decât frecvența fundamentală a corzii.
Ca să poată fi auzit, sunetul produs de o coardă trebuie amplificat. Aceasta se face de obicei cu ajutorul unei cutii de lemn, numită cutie de rezonanță și care formează corpul chitarei. În anii 1930, chitariștii din fomațiile de muzică de dans și cei din bandele de jazz au început să își amplifice instrumentele, pentru ca acestea să poată fi auzite mai bine de către spectatori. Un traductor electromagnetic (o doză electromagnetică) este amplasat în spatele corzilor, transformând variația distanței față de coarda în mișcare în semnale electrice care pot fi amplificate și reproduse la volumul dorit de către un difuzor. Multe din chitarele moderne sunt special construite pentru a profita de această tehnică. În cazul lor, importanța corpului chitarei scade simțitor, deci el poate fi construit din material masiv.

## Tipuri de chitare. Denumiri

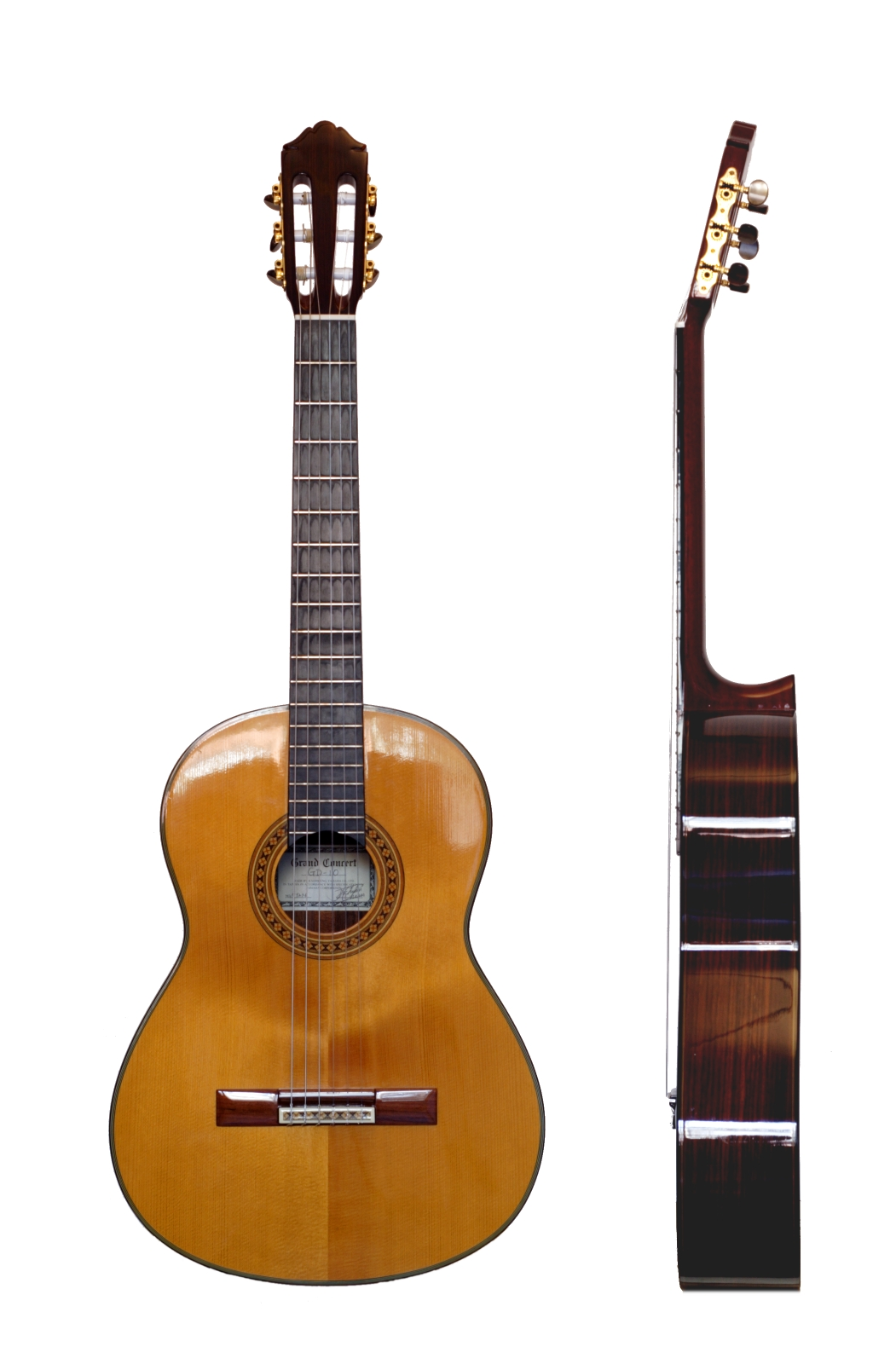
Imaginea reprezintă o chitară standard, denumită și acustică.

### După modalitatea de amplificare a sunetului
Chitara standard (în forma ei binecunoscută) a primit, prin retronimie, denumirea de chitară acustică, apărută după impunerea chitarei electrice (variantă a instrumentului care realizează amplificarea sunetului produs nu prin intermediul unei cutii de rezonanță, ci prin amplificare electrică mijlocită de prezența unor doze electromagnetice). Există și chitare electro-acustice, similare ca aspect cu chitarele acustice; diferența este introducerea unui microfon și (de regulă) a unui egalizator, ambele atașate corpului chitarei.

### După registrație
Din punct de vedere al registrației, chitara se înscrie în registrul bas prin limita inferioară a acordajului tipic, anume sunetul mi din octava mare. În ciuda acestui fapt, numele de „chitară bas” s-a consacrat instrumentului derivat, construit începând din perioada interbelică, acordat cu o octavă mai jos (aflat, în realitate, în registrul contrabas).

### După numărul de corzi
Există chitare cu de la două până la peste zece coarde. Pentru o chitară „standard” (en. prime guitar) se folosesc cel mai frecvent șase corzi (acordate astfel, de la grav la acut: mi, la, re, sol, si, mi), dar poate apărea și o a șaptea (cea mai gravă, acordată si sub mi) sau chiar mai multe pentru chitarele construite la comandă. Chitara acustică cu zece coarde, care în ultimii ani se bucură de o popularitate tot mai mare ca instrument de sine stătător, a fost inventată de Narciso Yepes.
În schimb, chitarele bas folosesc cel mai frecvent patru corzi (acordate mi, la, re, sol, exact cu o octavă mai grav decât în cazul chitarei standard). Totuși, începând de la finele anilor șaptezeci, s-au răspândit tot mai mult chitarele bas cu cinci sau chiar mai multe corzi, care pot atinge registrul subcontrabas.

### După repertoriul abordat
Chitarele pot fi numite și după genurile muzicale cărora le sunt destinate. Astfel, chitara clasică corespunde repertoriului de muzică clasică (cultă) pentru chitară, genului flamenco și, uneori, stilului de jazz numit chitara jazz (impus de chitaristul Jean-Baptiste „Django” Reinhardt în perioada interbelică); instrumentul a fost împrumutat și de genurile muzicii de consum din a doua jumătate a secolului al XX-lea. Alte chitare acustice (în acest caz, „chitară acustică” se opune „chitarei clasice”, fiind mai exact vorba de chitara western) se întrebuințează pentru muzică folk, rock, pop, jazz, uneori în formațiile de muzică veche ș.a., instrumentul având o construcție și un timbru diferit.
Chitarele electrice nu primesc întotdeauna astfel de etichete, fiind totuși binecunoscută delimitarea între chitare destinate genului jazz (chitare jazz), rock sau metal. Aceeași distincție se face și în cazul chitarelor electrice bas (cele acustice bas, introduse în anii șaptezeci, fiind destul de rar folosite, eventual echivalând chitara electrică în muzica acustică, unplugged), existând „bași” (chitare bas) de jazz, bași de rock sau metal ș.a., construcția diferită permițând abordarea tehnică variată.

### După existența tastelor
Există instrumente de forma chitarei, a căror construcție nu folosește o tastieră delimitată prin bare (taste); deși nu respectă unul dintre aspectele specifice ale instrumentului, ele sunt numite în continuare chitare – este vorba despre chitara fără taste (en. fretless guitar, unde fret înseamnă „tastă”). În ajutorul interpretului se vor desena marcaje pe tastieră, fie din semiton în semiton, fie în punctele obișnuite pentru marcaje de la chitara cu taste (en. fretted guitar). Mai rar întâlnite în cazul chitarelor standard, modelele fără taste sunt mult mai răspândite în cazul chitarelor bas, destinate genului jazz sau altor genuri mixte ale muzicii jazz (en. fretless bass).

## Instrumente înrudite
| - Arhilăută - Chitară renascentistă - Lăută - Mandora - Teorbă - Bouzouki (Grecia) - Ceartar (Iran) - Panștar (Afganistan) - Saz (Turcia) - Setar (Iran) | - Viola da gamba și familia violelor - Vihuela - Arpeggione (chitară cu arcuș) - Banjo - Chitară bas - Chitară electrică - Chitară cu 12 corzi - Mandolină - Moodswinger - Ukulele |

## Aprofundarea subiectului
- Kasha, Michael. A New Look at the History of the Classic Guitar, în Guitar Review (nr. 30, august 1968)